# یواس‌اس سیمز (دی‌ئی-۱۵۴)
یواس‌اس سیمز (دی‌ئی-۱۵۴) (به انگلیسی: USS Sims (DE-154)) یک کشتی اسکورت نابودگر کلاس باکلی نیروی دریایی ایالات متحده آمریکا، به افتخار دریاسالار ویلیام سوتن سیمز نامگذاری شد. این دومین کشتی جنگی نامگذاری شده به uss sims بود.